# Peter Gallade

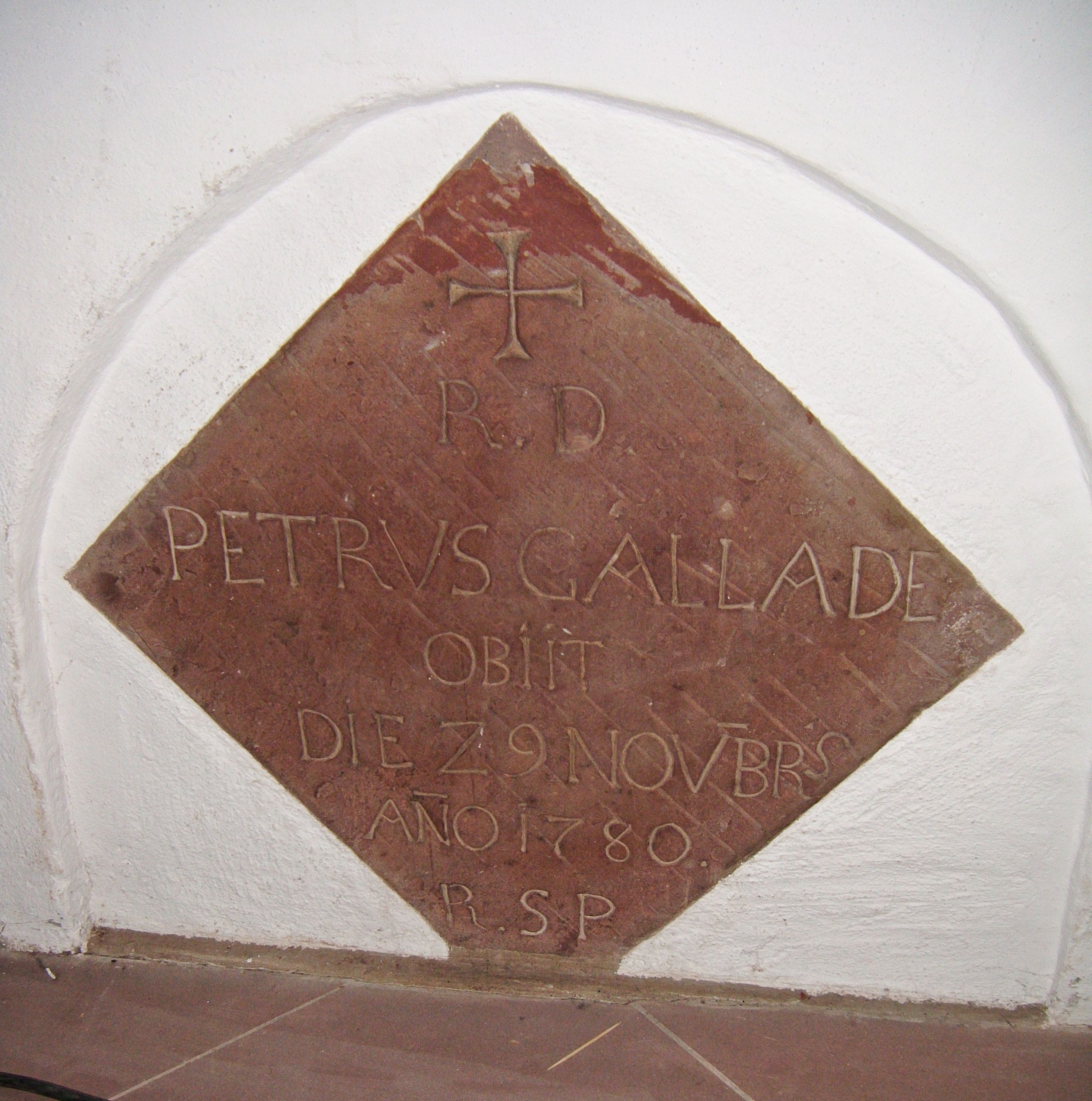
Grab, Jesuitenkirche Heidelberg

Peter Gallade oft auch Petrus Gallade (* 4. September 1708 in Lörchen, Lothringen; † 29. November 1780 in Heidelberg) war ein Jesuit und ordentlicher Professor für Kirchenrecht an der Universität Heidelberg.

## Leben und Wirken
Peter Gallade trat 1734 zu Mainz in den Jesuitenorden ein. Nach Studien in Heidelberg und Bamberg lehrte er im Jesuitenkolleg Molsheim Hebräisch, Kirchenrecht und Scholastik.
An der Universität Heidelberg erwarb Gallade den Doktor der Rechte (kirchliches Recht) und unterrichtete dort von 1746 bis 1749 Philosophie. 1754–1769 hatte er hier den Lehrstuhl für Kirchenrecht inne und es promovierte 1765 u. a. der spätere Bamberger Professor Ignaz Windisch (1736–1783) bei ihm. 1756/57 bekleidete Peter Gallade das Amt des Universitätsrektors. 1766 wurde er Superior des Heidelberger Jesuitenkonvents.
Dann versetzte man ihn nach Bamberg, wo er von 1769 bis 1772 als Rektor des Jesuitenkollegs und Professor an der dortigen Universität wirkte. 1773 erfolgte die Aufhebung des Jesuitenordens und Gallade kehrte als Weltpriester nach Heidelberg zurück. Er starb dort 1780 und wurde in der Gruft der Heidelberger Jesuitenkirche beigesetzt, wo sich sein einfaches Grab mit Epitaph erhalten hat.
Peter Gallade veröffentlichte eine Vielzahl theologischer Schriften zu seinem kirchenrechtlichen Fachgebiet. Außerdem bekleidete er die Würde eines kaiserlichen Hofpfalzgrafen.